# Дора (орудие)
«До́ра» («Толстый Густав») — уникальное сверхтяжёлое железнодорожное артиллерийское орудие немецкой армии. Разработано фирмой «Крупп» (Германия) в конце 1930-х годов. Предназначалось для разрушения укреплений линии Мажино и фортификаций на границе Германии и Бельгии. Орудие было применено при штурме Севастополя в 1942 году. 

## История
После Первой мировой войны развитие немецкой артиллерии было ограничено положениями Версальского договора. Германии было запрещено иметь орудия калибра свыше 150 мм, а также любые противотанковые и зенитные пушки. Поэтому, по мнению лидеров нацистской Германии, создание мощной и крупнокалиберной артиллерии было делом престижа.

### Проектирование, постройка и испытания
В 1936 году при посещении завода фирмы «Крупп» Адольф Гитлер потребовал от руководства концерна создать сверхмощное орудие для разрушения французской линии Мажино и бельгийских пограничных фортов (таких, как форт Эбен-Эмаэль). Орудие должно было обладать углом вертикального наведения +65° и максимальной дальнобойностью 35—45 км, а снаряд орудия должен был пробивать броню толщиной 1 м, бетон толщиной 7 м и твёрдый грунт 30 м. Конструкторскую группу фирмы «Крупп», занявшуюся созданием нового сверхмощного орудия по предложенному тактико-техническому заданию, возглавил профессор Эрих Мюллер, который обладал огромным опытом в данной области. В 1937 году проект был завершён, и в том же году фирме «Крупп» выдали заказ на изготовление нового орудия, после чего концерн взялся за его немедленное производство. В 1941 году фирмой «Крупп» было построено первое орудие, названое «Дора», в честь жены главного конструктора. В следующем году было создано второе 800 мм орудие, которое получило название «Толстый Густав» в честь директора фирмы — Густава фон Болена и Гальбаха Круппа. Заказ обошёлся государству в 10 миллионов рейхсмарок. На эти деньги можно было произвести около 250 шт. 150-мм гаубиц 15 cm sFH 18 или 20 шт. 240-мм пушек К3. Также было спроектировано, но не достроено третье орудие идентичного типа, но с калибром ствола 520 мм и длиной 48 метров, получившее название «Длинный Густав».
В 1941 году орудия были испытаны на полигоне в Хиллерслебен (Саксония) (в 120 км к западу от Берлина) и Рюгенвальде (Померания) в присутствии Адольфа Гитлера, Альберта Шпеера и других высокопоставленных армейских чинов. Результаты испытаний соответствовали требованиям технического задания, хотя установки не имели некоторых механизмов. К концу 1941 года все испытания были закончены и орудие было полностью готово к боевому применению. В 1941 году было изготовлено 18 снарядов калибра 800 мм и 59 в 1942.

## Описание
Орудие было смонтировано на двух опорах, каждая из которых занимала одну железнодорожную колею и покоилась на четырех пятиосных платформах. Для подачи снарядов и зарядов (раздельное заряжание) использовалось два подъемника. Орудие перевозилось в разобранном виде, а для его установки железнодорожный путь разветвляли, прокладывая четыре изогнутые (для горизонтальной наводки) параллельные ветки. Две внутренние ветки занимали опоры орудия, а по внешним колеям двигались два мостовых крана, необходимых для сборки орудия. Подготовка позиции и сборка орудия занимали от полутора до шести с половиной недель. Расчет орудия составлял около 500 человек, но вместе с батальоном охраны, транспортным батальоном, двумя составами для подвоза боеприпасов, энергопоездом, полевым хлебозаводом и комендатурой численность требовавшегося личного состава составляла 1 420 человек. Командовал расчетом орудия полковник. 

### Боевое применение при штурме Севастополя
Орудие было применено при штурме Севастополя в 1942 году. В феврале 1942 года 672-й дивизион (нем. Schwere Artillerie-Abteilung (E) 672) был отправлен в Крым в распоряжение командующего 11-й армией генерал-полковника фон Манштейна, осаждавшего Севастополь. Приказ об отправке полковник Бом получил лично от начальника генерального штаба генерал-полковника Ф. Гальдера. Основной задачей стал обстрел батарей Севастополя, портовых сооружений, углублённых командных пунктов и складов боеприпасов.

#### Подготовка позиции
Позицию для «Доры» выбирал генерал Цукерорт при облёте окрестностей Бахчисарая. Её выбрали на дистанции около 25 км от обстреливаемых целей (расположенных в северном оборонительном районе Севастополя), в районе посёлка Дуванкой (в 2 км к югу от ж.д. станции Бахчисарай). Это была открытая холмистая местность, отроги горы Узун-Сырт (не путать с одноимённой в Коктебеле). Силами советских военнопленных для размещения орудия была вырыта траншея-укрытие длиной около 200 м и глубиной до 10 м, направленная на юго-запад к Севастополю. Восточнее холма к станции Бахчисарай был проложены подъездные пути, а западнее холма проложили «усы» — слегка развёрнутые друг относительно друга сдвоенные железнодорожные пути, обеспечивающие горизонтальную наводку орудия в пределах 45°. На участке подвоза артиллерийской системы к выемке-укрытию и непосредственно в ней железнодорожный путь построили трёхколейным (а не четырёхколейным, как на полигоне в Германии) для обеспечения перемещения монтажных кранов во время сборки орудия, а во время стрельбы — для параллельного размещения транспортно-заряжающих вагонов со снарядами и зарядами. Работы велись спешно и круглосуточно. Подготовка огневой позиции завершилась к июню 1942 года. В месте развёртывания орудия построили сортировочную станцию. Сюда в 43 вагонах первого поезда прибыли обслуживающий персонал, кухня и средства маскировки. В 16 вагонах второго поезда — монтажный кран и вспомогательное оборудование. В 17 вагонах третьего — доставили части лафета и мастерские. Четвёртый поезд в 20 вагонах перевёз 400-тонный 32-метровый ствол и механизмы заряжания. В 10 вагонах пятого поезда (с контролем температуры 15°С), размещались снаряды и заряды. После подготовительных работ основные части установки были поданы на позицию, началась сборка, которая длилась неделю. Использовались два железнодорожных подъёмных крана с двигателями мощностью по 1000 л. с. Для технической помощи к орудию были прикомандированы 20 гражданских специалистов изготовителя.
Секретность работ обеспечивалась усиленной маскировкой, район строительства был объявлен закрытой зоной, в воздухе постоянно патрулировали истребители 8-го авиакорпуса генерала Вольфрама фон Рихтгоффена. В результате ни советской военной разведке, ни местным подпольщикам до самого окончания осады Севастополя не удалось приблизиться к «Доре». Среди местного населения ходили слухи о немецкой «Царь-пушке». Наземная охрана позиции возлагалась на караульную часть численностью 300 бойцов, а также большую группу военной полиции и специальную команду со сторожевыми собаками. От воздушных атак «Дору» добавочно прикрывал усиленный артиллерийский дивизион ПВО численностью 400 человек (Манштейн упоминал о двух дивизионах), состоящий из батареи 88-мм зенитных орудий и батареи 20-мм зенитных автоматов. Прикомандированное военно-химическое подразделение в 500 человек было предназначено для постановки дымовых завес. Имелась также полевая почта и публичный дом. Общая численность войск, привлечённых к обслуживанию артустановки «Дора», достигала более 4000 человек.

#### Боевые стрельбы
Боевую стрельбу «Дора» начала рано утром 5 июня 1942 года. Транспортёр с орудием был выведен из выемки в холме на «усы», а также был задействован привязной аэростат наведения. Орудие вместе с транспортёром домкратами было окончательно наведено на цель по горизонтали. После заряжания стволу придали угол возвышения 53°. После этого зарядный состав ушёл в укрытие. В 5 часов 35 минут произошёл первый выстрел. Он вызвал эффект небольшого землетрясения. Грохот при сгорании за 6 миллисекунд свыше 900 килограммов пороха и выталкивании 7-тонного снаряда был колоссальным. Звуковой волной на станции Бахчисарай были выбиты стекла. Звук слышали в Симферополе за 35 км. Через 45 сек снаряд взорвался в районе цели № 1 — склада боеприпасов 95-й дивизии (севернее станции Мекензиевые горы). Ещё 7 выстрелов были произведены по береговой батарее № 16 (южнее Любимовки). 6 выстрелов были сделаны по зенитной батарее ПВО ЧФ № 365. Обстрел закончился в 19 ч 58 мин. На следующий день 6 июня, с 8 ч 28 мин до 19 ч 45 мин, «Дора» сделала ещё 16 выстрелов. 7 выстрелов по командному пункту зенитного дивизиона 61-го артполка ПВО (к северу от посёлка Бартеневка) и 9 выстрелов по штольням арсенала (Сухарная балка). 7 июня с 5 ч 17 мин до 9 ч 48 мин вёлся обстрел арсенала (7 выстрелов). 11 июня было сделано 5 выстрелов по опорному пункту 95-й стрелковой дивизии, расположенному в старых укреплениях времён Крымской войны. 17 июня за два часа (с 4 ч 48 мин до 6 ч 44 мин) было сделано пять выстрелов по Бронебашенной батарее № 30. Последние пять выстрелов были сделаны 26 июня опытными фугасными снарядами, привезёнными в Крым для баллистических испытаний. В сторону моря на максимальную дальность были выпущены четыре снаряда. Пятый снаряд был выпущен по Корабельной стороне.

### Захват остатков орудия и его исследование в СССР
Из Бахчисарая ствол «Доры» был отправлен на ремонт, на заводы Круппа в Эссен. После взятия Севастополя лафет «Доры» отправили под Ленинград, в район станции Тайцы. Когда началась операция по прорыву блокады Ленинграда, немцы спешно эвакуировали супер пушку в Баварию. В 1944 году после освобождения Крыма, советские специалисты пытались локализовать огневую позицию, но все материалы были тщательно вывезены. 22 апреля 1945 года передовые части армии союзников в 36 километрах от города Ауэрбах (Бавария) обнаружили остатки взорванных немцами орудий «Дора» и «Густав». В СССР были организованы инженерные комиссии для изучения оружия и техники поверженной нацистской Германии. Исследовалось и захваченное 800-мм орудие. «… в июле 1946 года специальная группа советских специалистов по заданию Министерства вооружений предприняла изучение 800-мм установки. Группой составлен отчет с описанием, чертежами и фото 800-мм орудия и проведена работа по подготовке к вывозу 800-мм железнодорожной установки в СССР». Руководил работой группы инженер-майор Б. Житков. Установка была привезена в Советский Союз и отправлена на артиллерийский полигон Ржевка под Ленинградом. Здесь комиссия специалистов артиллерийского полигона, изучив узлы орудия, констатировала, что ничего нового в них для советских конструкторов нет. Части орудия пролежали на Ржевке четыре года. Затем они были перевезены на артиллерийский завод «Баррикады». Здесь их изучали ещё два года. В дальнейшем всё, что осталось от этих гигантов 2-й Мировой войны, было отправлено в лом на переплавку.

## Оценки
Задачи, для которых проектировались суперпушки, в конце войны успешно решались авиацией. При этом показатели мобильности и сроков подготовки у пушек были весьма низкими. Время подготовки орудия к стрельбе складывалось из времени оборудования огневой позиции (от 3 до 6 недель) и времени сборки всей артиллерийской установки (трое суток). Для оборудования огневой позиции требовался участок длиной 4120—4370 метров. Большинство послевоенных авторов оценили соотношение боевых возможностей артсистем сверхкрупного калибра к затраченным ресурсам как неудовлетворительное. Аналогичного вывода придерживались и непосредственные участники войны.
Немецкий фельдмаршал Манштейн отметил боевые возможности орудия, но они не компенсировали затраты войск прикрытия, проблемы подготовки позиции и логистики:

 ..знаменитая пушка «Дора» калибра 800 мм. Она была спроектирована для разрушения наиболее мощных сооружений линии Мажино, однако использовать её там для этого не пришлось. Это было чудо артиллерийской техники. Ствол имел длину порядка 30 м, а лафет достигал высоты трехэтажного дома. Потребовалось около 60 железнодорожных составов, чтобы по специально проложенным путям доставить это чудовище на огневую позицию. Для его прикрытия постоянно стояло наготове два дивизиона зенитной артиллерии. В целом эти расходы, несомненно, не соответствовали достигаемому эффекту. Тем не менее, это орудие одним выстрелом уничтожило большой склад боеприпасов на северном берегу бухты Северной, укрытый в скалах на глубине 30 м.
Начальник Генерального штаба сухопутных войск нацистской Германии, генерал-полковник Франц Гальдер:

«настоящее произведение искусства, однако совершенно бесполезное».
Советскую сторону представляет мнение прославленного советского конструктора артиллерии, Героя Социалистического Труда В. Г. Грабина. В 1968 году на вопрос журналиста журнала «Смена» Е. Месяцева о том, имелись ли на вооружении советских артиллерийских войск сверхдальнобойные орудия, ответил:

«… нашему конструкторскому бюро приходилось проектировать 650-мм орудие. Должен сказать, что очень сложно изготовить такие пушки — для одного орудия нужен целый завод, а потребность в них, как показала практика, невелика».

## Характеристики
| Характеристика                  | Значение                                             | Примечания |
| ------------------------------- | ---------------------------------------------------- | --- |
| калибр                          | 807 мм                                               | изначально составлял 807 мм, но после стрельб из-за сверхвысокого давления и трения увеличился: по одним данным до 810 мм, по другим — до 813 мм |
| вес снаряда                     | 7000 кг                                              | бетонобойный снаряд |
| длина ствола                    | 32 м                                                 | ствол составной |
| минимальная дальность стрельбы  | 25 км                                                | |
| максимальная дальность стрельбы | 50 км                                                | бетонобойным снарядом |
| полная длина орудия             | 50 м                                                 | без железнодорожной платформы |
| общий вес                       | 1350 тонн                                            | |
| ресурс ствола                   | 300 выстрелов                                        | |
| скорострельность                | 1 выстрел в 45 мин или до 14 в день                  | |
| скорость полета снаряда         | от 960 м/с до 1500 м/с                               | имеются в виду допиковая и послепиковая фазы (относительно вертикали)                                                                            |
| пробивная способность           | стальная броня 1 м, железобетонная перегородка — 7 м | бетонобойный снаряд (фугасные применялись мало) указана толщина защитного покрытия                                                               |